# Bashkim Fino

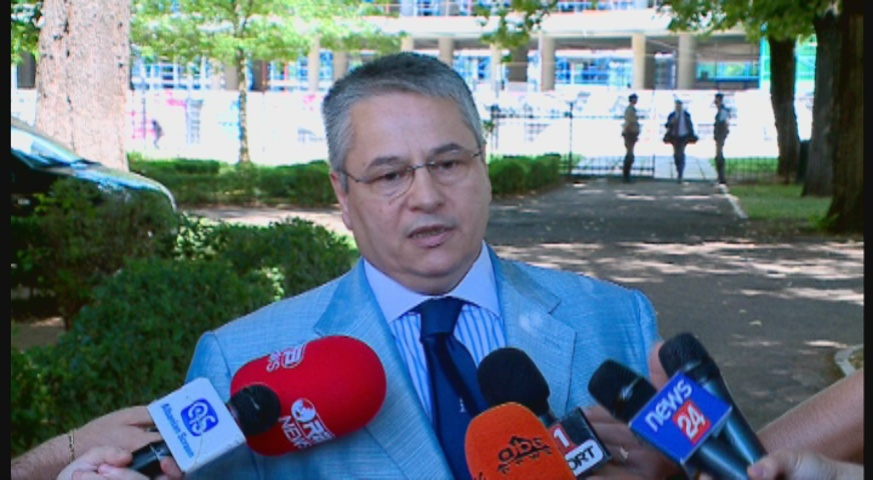
Bashkim Fino im Jahr 2014

Bashkim Fino (* 12. Oktober 1962 in Tirana; † 29. März 2021) war ein albanischer Politiker (PS). Zwischen dem 9. März 1997 und dem 29. Juni 1997 war er der fünfte Ministerpräsident Albaniens und leitete die Übergangsregierung Regierung der nationalen Versöhnung während des Lotterieaufstandes.

## Leben
Bashkim Fino studierte Ökonomie an der Universität Tirana und in den USA. Nach seiner Ausbildung arbeitete er auf diesem Gebiet. 1992 wurde er zum Bürgermeister von Gjirokastra gewählt. 
Fino war Mitglied der Sozialistischen Partei Albaniens (PS). Während des Lotterieaufstandes 1997 leitete er eine breit gestützte Übergangsregierung und bereitete die zur Beruhigung der Lage angekündigten Neuwahlen vor. Am 29. Juni gewann seine Partei eine komfortable Mehrheit und Fino wurde vom Parteivorsitzenden Fatos Nano als Premier abgelöst. In vielen der nachfolgenden Regierungen bis 2005 hatte er Ministerämter. Zeitweise war er auch Vorstandsmitglied der Sozialistischen Partei. Seit 1999 war er zudem Parlamentsmitglied.
Er war verheiratet, Vater von zwei Kindern und lebte in Tirana. Er starb im Alter von 58 Jahren an den Folgen einer COVID-19-Infektion.